# Cammin bispedømme
Cammin bispedømme var et romersk-katolsk bispedømme i Pommern i dagens nordvestlige Polen og nordøstlige Tyskland.
Bispedømmet blev grundlagt i 1140 af pave Innocent II. Eftersom både Magdeburg og Gniezno erkebispedømme gjorde krav på Cammin som suffraganbispedømme, løste Innocent problemet ved at eksemptere bispedømmet. Bispesædet lå først i Julin (dagens Wolin, tysk Wollin), men blev i 1176 flyttet til Cammin (dagens Kamień Pomorski, tysk også Kammin). Biskopperne var for det meste tyske adelige, som fremmede indvandringen af tysktalende bosættere. Dette førte bl.a. til (ny)grundlæggelsen af byerne Kolberg (Kołobrzeg), Köslin (Koszalin), Massow (Maszewo) og Naugard (Nowogard). Bispesædet blev i 1277 flyttet til Kolberg (som allerede havde været et bispesæde i 1000, men blev opgivet få år senere).
I 1200-tallet blev Cammins biskop fyrstbiskop og erhvervede store besiddelser. Som verdslig hersker over dette højstift kom han ikke sjældent i konflikt med Pommerns hertuger. Gennem skiftende koalitioner med hertugdømmet Pommern og markgrevskabet Brandenburg prøvede fyrstbiskoppen at sikre sin uafhængighed men mistede i praksis i 1355 sin rigsumiddelbarhed til Pommern.
I løbet af reformasjonen blev Pommern 1534 protestantisk, og den sidste katolske biskop døde i 1544. De følgende biskopper var altså protestantiske, og fra 1556 samtidig hertuger af Pommern. Med freden i Westfalen (1648) blev højstiftet Cammin sammen med resten af Hinterpommern slået sammen med Brandenburg. Den sidste (protestantiske) biskop af Cammin, Ernst Bogislaw von Croÿ, gav afkald på højstiftet i 1650. Fra katolsk hold blev bispedømmet opfattet som tabt, og tilfaldt på det kirkelige plan det apostoliske vikari i nord.
1972 oprettede pave Paul VI et bispedømme med sæde i Szczecin, som fik navnet Szczecin-Kamień bispedømme for at knytte an til Kamieńs tidligere rolle som bispesæde.
| Portal | Portal:Tyskland |

53°58′24″N 14°46′22″Ø / 53.973206°N 14.772693°Ø